# Eddy Rodríguez (baseball, 1985)
Pour le lanceur, voir Eddy Rodríguez (baseball, 1981).
Eddy Rodríguez (né le 1er décembre 1985 à Miami, Floride, États-Unis) est un receveur des Ligues majeures de baseball.

## Carrière
Joueur des Hurricanes de l'Université de Miami, Eddy Rodríguez est drafté en 20e ronde par les Reds de Cincinnati en 2006. Il joue trois saisons en ligues mineures dans l'organisation des Reds avant de passer deux ans dans le baseball indépendant avec des clubs de l'American Association of Independent Professional Baseball. Mis sous contrat par les Padres de San Diego, le jeune receveur se rapporte à leur club-école en 2011. Il fait ses débuts en Ligue majeure avec les Padres le 2 août 2012 et, à son premier passage au bâton, il frappe un coup de circuit contre Johnny Cueto des Reds de Cincinnati. C'est son unique coup sûr en deux matchs pour San Diego, auquel il ajoute deux buts-sur-balles soutirés en 7 passages au bâton.